# La visita maravillosa
La visita maravillosa (en inglés: The Wonderful Visit) es una novela escrita en 1895, por el británico H. G. Wells. La historia trascurre en la Inglaterra contemporánea con un ángel como protagonista, por lo cual el libro podría ser clasificado como fantasía contemporánea, a pesar de que el género no fue reconocido en la época en que Wells vivía. Posee también fuertes temas satíricos, burlándose suavemente de las instituciones y costumbres de la Inglaterra victoriana, así como una rebelión idealista ella misma.

## Resumen de la trama
La historia relata cómo un ángel pasa un poco más de una semana en el sur de Inglaterra. Al principio es confundido por un ave debido a su deslumbrante plumaje policromático, puesto que "no era un ángel de sentimientos religiosos, ni tampoco desde una creencia popular" sino que era "un ángel del arte italiano." Como resultado de esa confusión, fue cazado y recibe un disparo en una de sus alas por un ornitólogo aficionado, el reverendo K. Hilyer, vicario de Siddermoton, y posteriormente es llevado y cuidado en la vicaría. La criatura proviene de "la Tierra de los Sueños" (también el término del ángel para nuestro mundo), y a pesar de ser "encantadoramente agradable," es "bastante ignorante ante los hechos más elementales de la civilización." Durante su breve visita crece cada vez más su descontento por lo que aprende sobre el mundo en general y en particular, hacia la vida en la Inglaterra victoriana. A medida que crece cada vez más su postura crítica hacia las costumbres locales, es denunciado finalmente como un "socialista."
Mientras tanto, el vicario, quien además es su anfitrión, es atacado por otros clérigos, vecinos e incluso por sus sirvientes por albergar a un personaje de mala reputación (nadie a excepción del vicario cree que proviene de otro mundo, y la gente suele llamarlo como "Señor Ángel"). El único talento que posee el ángel es su divina ejecución del violín, pero es desacreditado durante una recepción albergada por Lady Hammergallow cuando se descubre que no puede leer música y le confía a un amable oyente que ha desarrollado interés hacia la sirvienta del vicario, llamada Delia. En vez de curarse, sus alas empiezan a atrofiarse. El médico local, el Dr. Crump, amenaza con encerrarlo en una prisión o en un manicomio. Después de que el ángel destruyera el alambre de púas de la propiedad de un baronet baronet local, Sir John Gotch le da al vicario una semana para que lo expulse antes de inicie un procedimiento contra él.
El reverendo Hilyer está planeando con pesar cómo llevará al ángel a Londres y tratará de establecerlo allí, cuando dos catástrofes abortan el plan. Primero, el ángel, quien «había estado respirando el aire venenoso de esta "lucha por la  existencia" nuestra durante más de una semana», golpea a sir John Gotch con el látigo de éste en un arranque de ira, porque éste le había ordenado de manera irrespetuosa de que se largase de sus tierras. Angustiado por pensar (erróneamente) que asesinó a un hombre, regresa al pueblo para encontrar la casa del vicario incendiándose. Delia, la sirvienta, ha ingresado en la residencia en llamas en un intento de rescatar el violín del ángel: este acto extraordinario viene como una revelación al ángel. "Entonces en un instante lo vio todo, vio este pequeños mundo sombrío de batalla y crueldad, transfigurado en un esplendor que brillaba más que la Tierra Angélica, impregnando repentina e insoportablemente glorioso con la maravillosa luz del amor y del autosacrificio."  El ángel intenta rescatar a Delia, alguien parece ver que "dos figuras con alas" aparecen fugazmente y se desvanecen entre las llamas, y una extraña música que "empezó y finalizó como la apertura y el cierre de una puerta" sugiere que el ángel ha vuelto al sitio de donde vino, acompañado por Delia.  Un epílogo revela que "no hay nada debajo" de las dos cruces blancas en el cementerio de Siddermorton que llevan los nombres de Thomas Angel y Delia Hardy, y que el vicario, quien nunca recuperó su aplomo después de la partida del ángel, falleció un año después de que ocurriese el incendio.

## Contexto
La visita maravillosa está inspirada en un comentario que dio el escritor británico John Ruskin de que si apareciera un ángel en la Inglaterra victoriana, sería fusilado apenas fuese visto.
Al ser publicado en septiembre de 1895, dio paso a la posible teoría de que el libro fue leído por el público como si este fuese un comentario hacia el destacado juicio en contra del escritor irlandés Oscar Wilde, cuya persecución había empezado en febrero de 1895, y fue encarcelado el 25 de mayo de 1895.
Wells dedicó este libro a su amigo Walter Low, quien murió de neumonía en 1895.  Low había ayudado a Wells a tener un punto de apoyo en el mundo del periodismo en 1891, cuando ambos trabajaban en la Facultad Universitaria por Correspondencia .
La Visita Maravillosa fue publicada en el mismo año (1895) que Selección de conversaciones con un Tío, La máquina del tiempo y El bacilo robado y otros incidentes; en aquel entonces, la producción publicada por Wells era de aproximadamente 7.000 palabras por día.
En 1907, George Bernard Shaw desalentó a Wells de la idea mantenida por mucho tiempo de convertir la novela en una obra de teatro; al menos cuatro intentos de dramatizar la obra —algunos llevados a cabo, otros no— parecen haber sido realizados, en 1896, 1900, 1921 y 1934.

## Recepción
Las críticas fueron favorables, con un reseñador contemporáneo llamándola "una fantasía llamativa forjada con tacto, encanto e ingenio."
Joseph Conrad, a quien Wells conoció cuando éste reseñaba favorablemente sus primeras obras, admiró La Visita Maravillosa y le escribió para alabar su "imaginación tan ilimitada y tan brillante."
Según el biógrafo Michael Sherbourne, La Visita Maravillosa "presagia el humor de Kurt Vonnegut."

## Adaptación fílmica
La novela fue adaptada al cine por Marcel Carné en 1974 como La Merveilleuse visite. Una adaptación operística, La visita meravigliosa, de Nino Rota, se estrenó en 1970; un fragmento de la obra fue representado en el funeral de Federico Fellini en 1993.